# Craciformes
Según Charles Sibley, Craciformes es un orden de aves de tamaño medio, que comprende dos familias: Cracidae y Megapodiidae. Tradicionalmente forma parte del orden Galliformes. Sin embargo, estudios filogenéticos realizados a finales de 1980, y dirigido por Sibley, ubicó estas 2 familias en un orden independiente.
Sin embargo, la mayoría de los científicos ubican erróneamente estas dos familias aún dentro de las Galliformes.
Intereses personales parecen privar entre los taxónomos, ciertamente la Cladística, Taxonomía Numérica, Ecología sirven de apoyo a la Taxonomía Molecular para establecer orden jerárquico de especies. Sin embargo, cuando aplicando la Taxonomía Molecular, la hibridación de ADN-ADN ofrece un Tempo TH50 suficiente para distanciar genéticamente a dos grupos o familiar u órdenes, las herramientas clásicas no pueden desautorizar los resultados moleculares, porque esa Distancia Genética confirma cambios genéticos suficientes para separarlos, por eso los CRACIFORMES son un Orden separado de Galliformes que nada tiene que ver con Cracidae.

## Clacificación
- Familia Megapodiidae
  - Género Megapodius
  - Género Macrocephalon
  - Género Leipoa
  - Género Talegalla
  - Género Aepypodius
  - Género Alectura
- Familia Cracidae
  - Género Ortalis
  - Género Penelope
  - Género Pipile
  - Género Pauxi
  - Género Aburria
  - Género Chamaepetes
  - Género Penelopina
  - Género Oreophasis
  - Género Nothocrax
  - Género Crax
  - Género Mitu